# Ceratostylis armeria
Ceratostylis armeria är en orkidéart som beskrevs av Henry Nicholas Ridley. Ceratostylis armeria ingår i släktet Ceratostylis och familjen orkidéer. Inga underarter finns listade i Catalogue of Life.